# Tenkozobec americký
Tenkozobec americký (Recurvirostra americana) je velký bahňák z čeledi tenkozobcovitých.

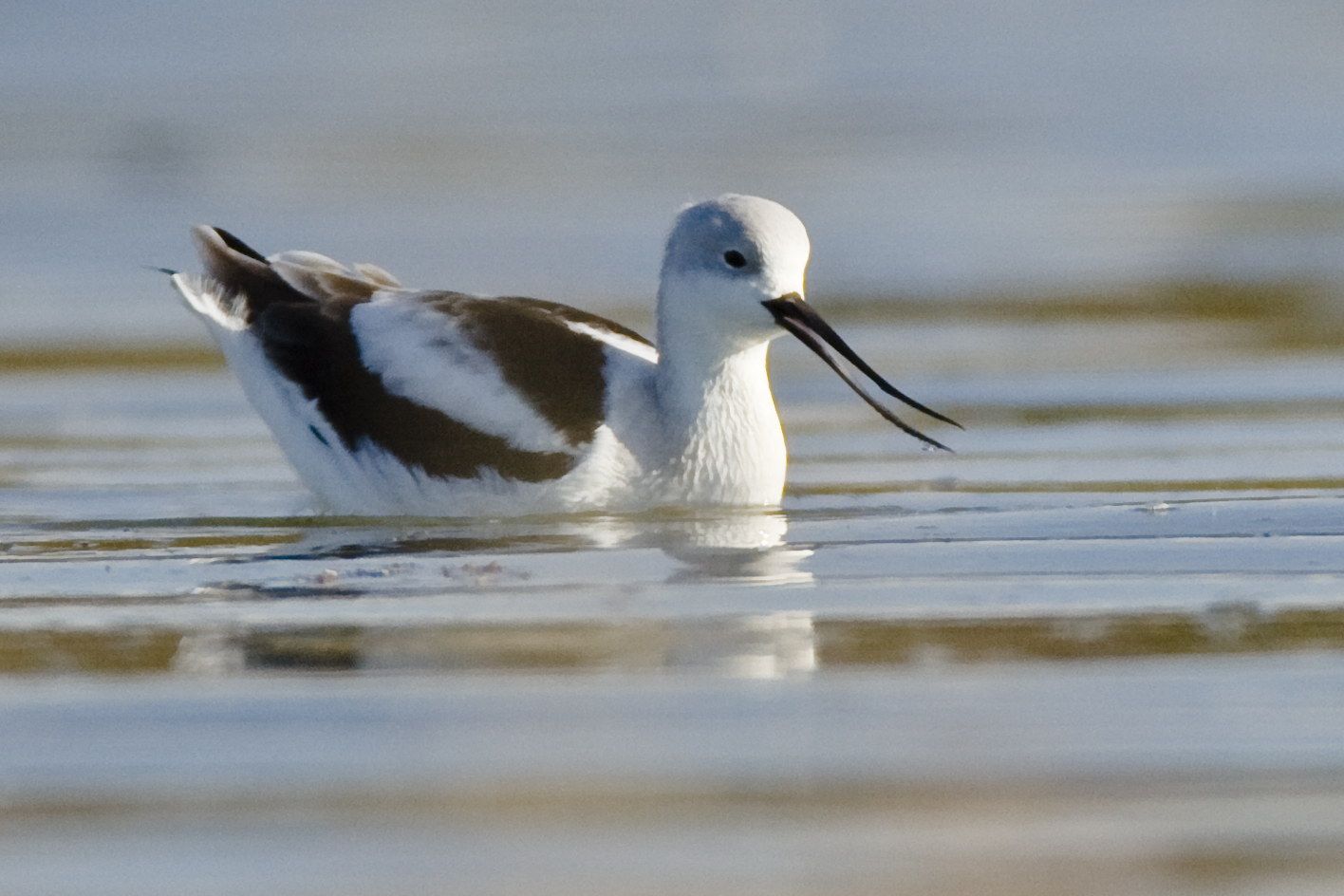
Tenkozobec americký v prostém šatě

Tenkozobec americký je přibližně 45 cm vysoký, má dlouhé, štíhlé, šedé končetiny a černobíle zbarvené opeření. Krk a hlava je v letním šatě jasně skořicově hnědá, v prostém nenápadně šedá. Dlouhý, tenký zobák má stejně jako všichni tenkozobci mírně zahnutý směrem nahoru a je jednou z jeho nejlepších charakteristik.
Vyskytuje se při mořském pobřeží, v blízkosti močálů, rybníků a mělkých jezer ve středu a na západě Severní Ameriky. Je částečně tažný, většina ptáků se na zimu stahuje směrem k mexickému a severoamerickému pobřeží Atlantského a Tichého oceánu.
Potravu vyhledává v mělké vodě, často pomocí pohybu zobákem ze strany na stranu. Loví zejména korýše a menší vodní hmyz. Hnízdí v otevřených krajinách, většinou v menších koloniích a často i v přítomnosti jiných bahňáků. Každým rokem provádí velmi komplikované svatební tance. Hnízdo v podobě malé jamky často lemované trávou si staví v blízkosti vody. Samice do něj následně klade průměrně 3–5 olivově zelených vajec s černým skvrněním, na kterých sedí po dobu 22–29 dní střídavě oba rodiče.

## Ochrana
Tenkozobec americký (Recurvirostra americana) je v USA chráněný podle zákona Migratory Bird Treaty Act z roku 1918.

## Galerie

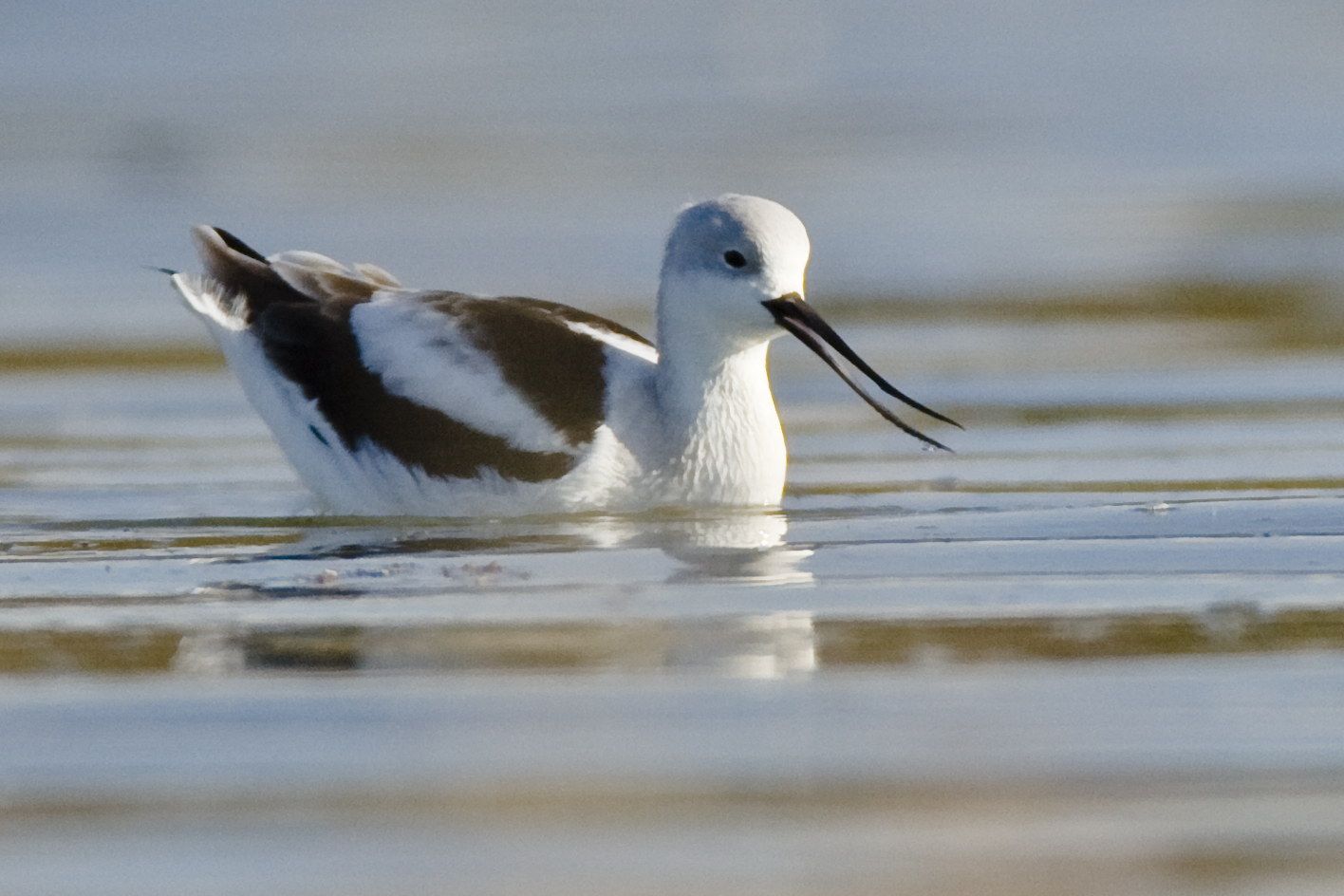
Zimní opeření
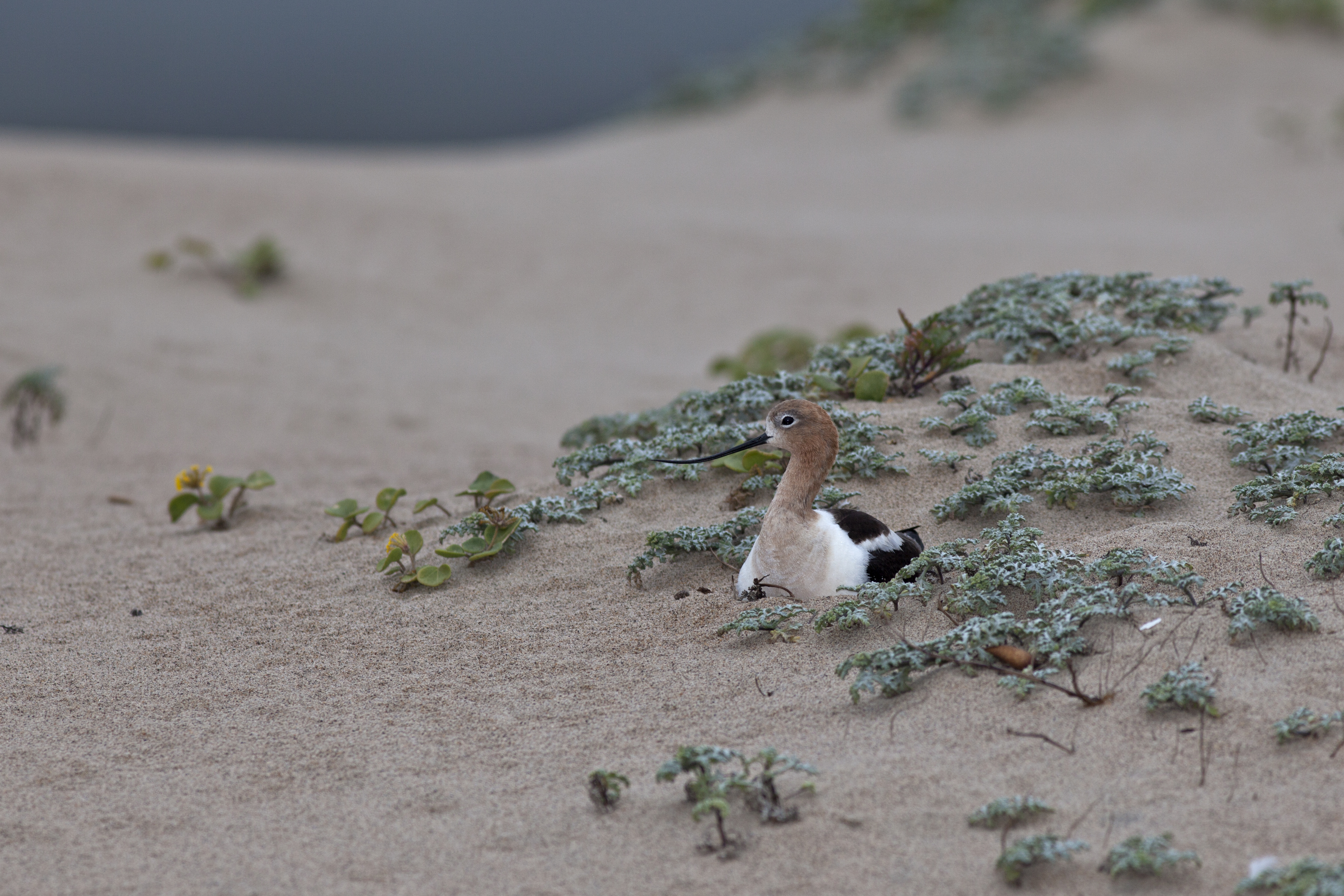
Hnízdění
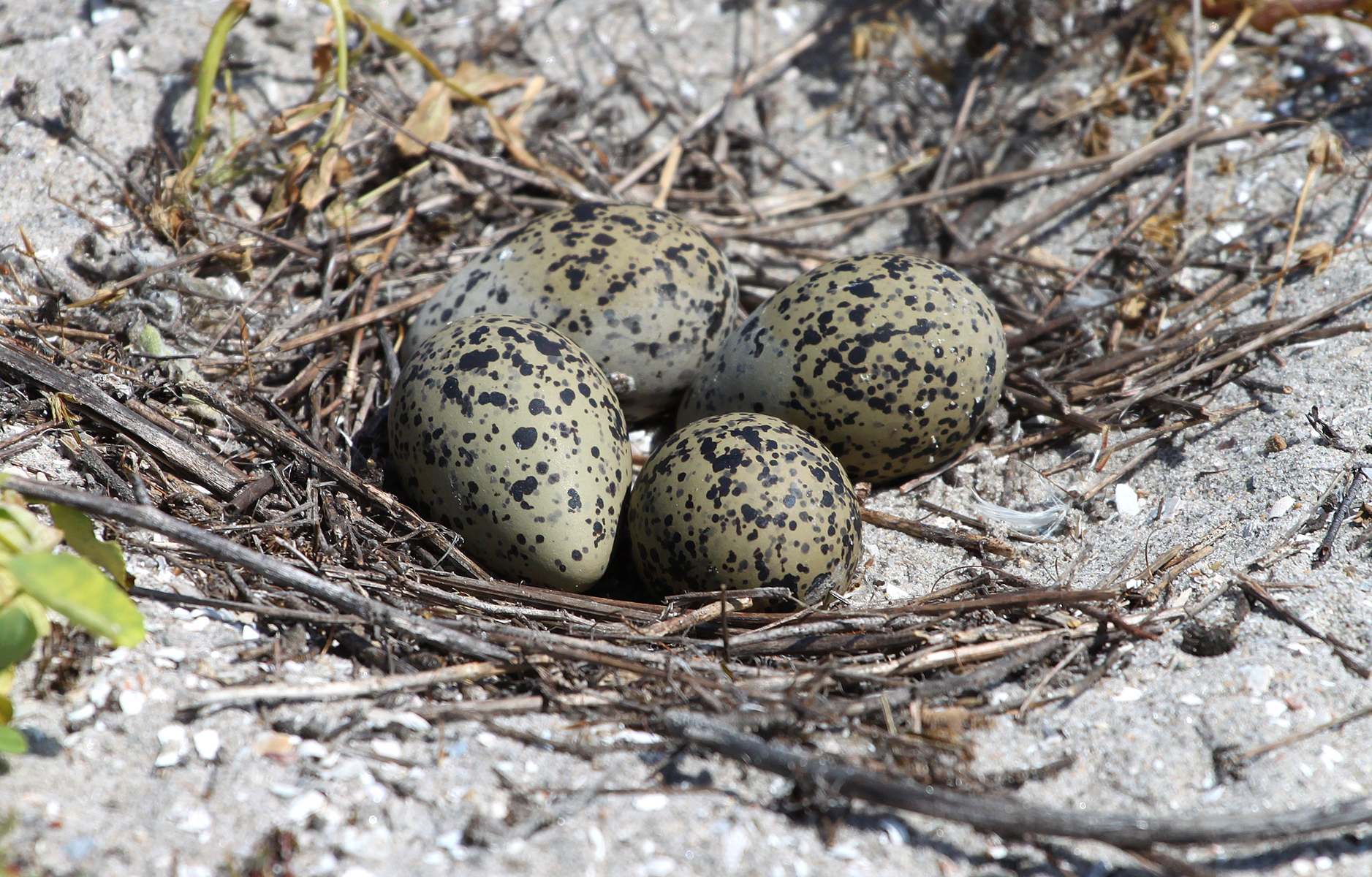
Hnízdo se 4 vejci
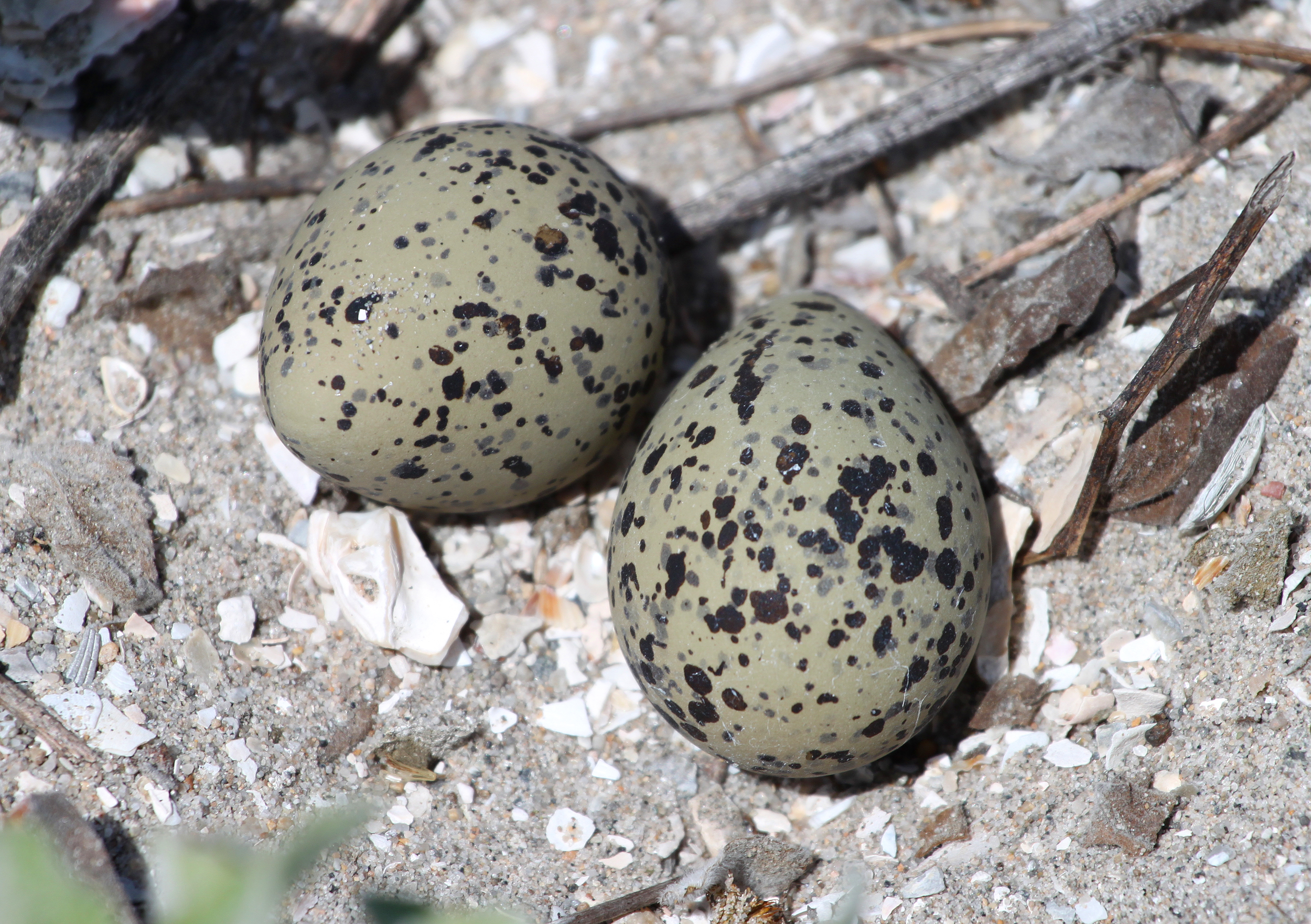
Vejce
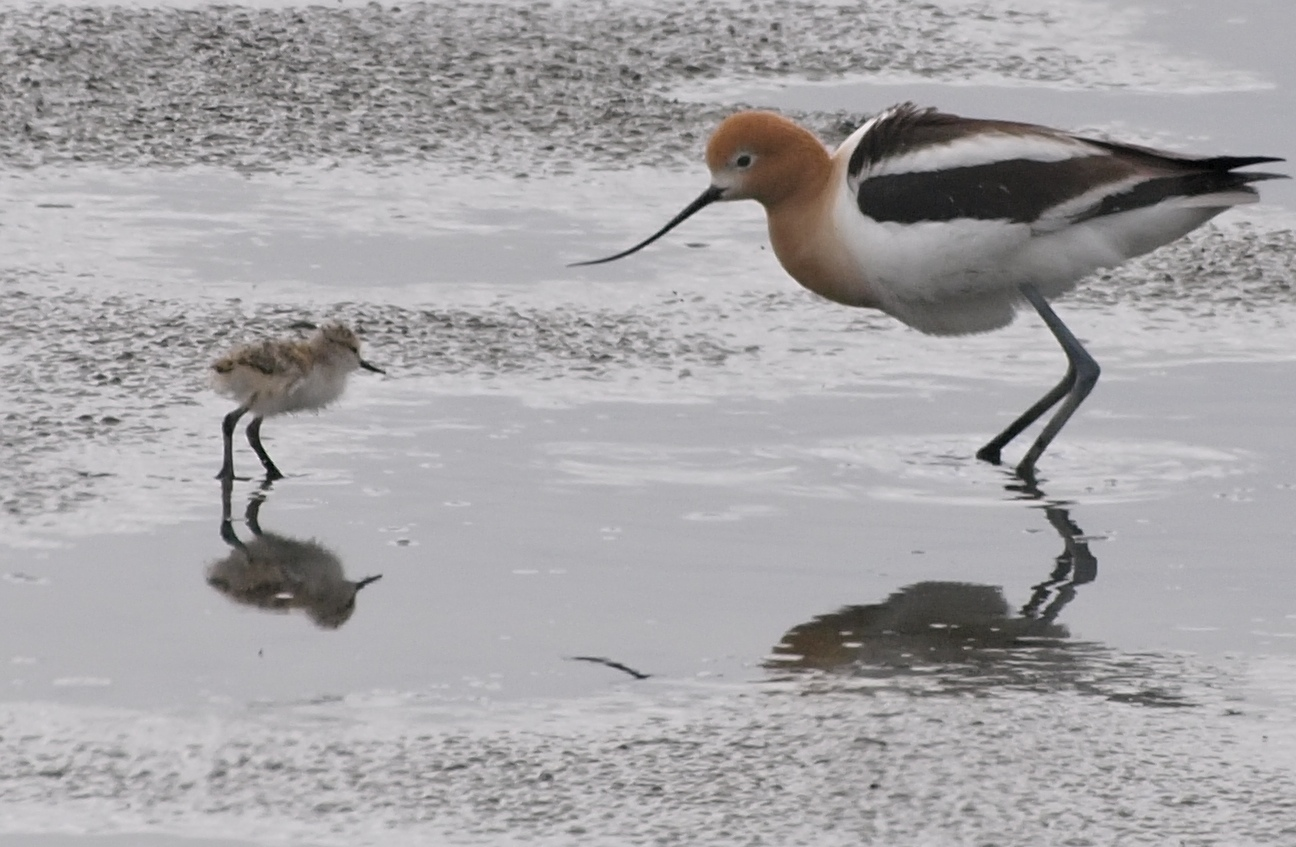
Dospělý s mládětem v rezervaci Palo Alto Baylands v Kalifornii
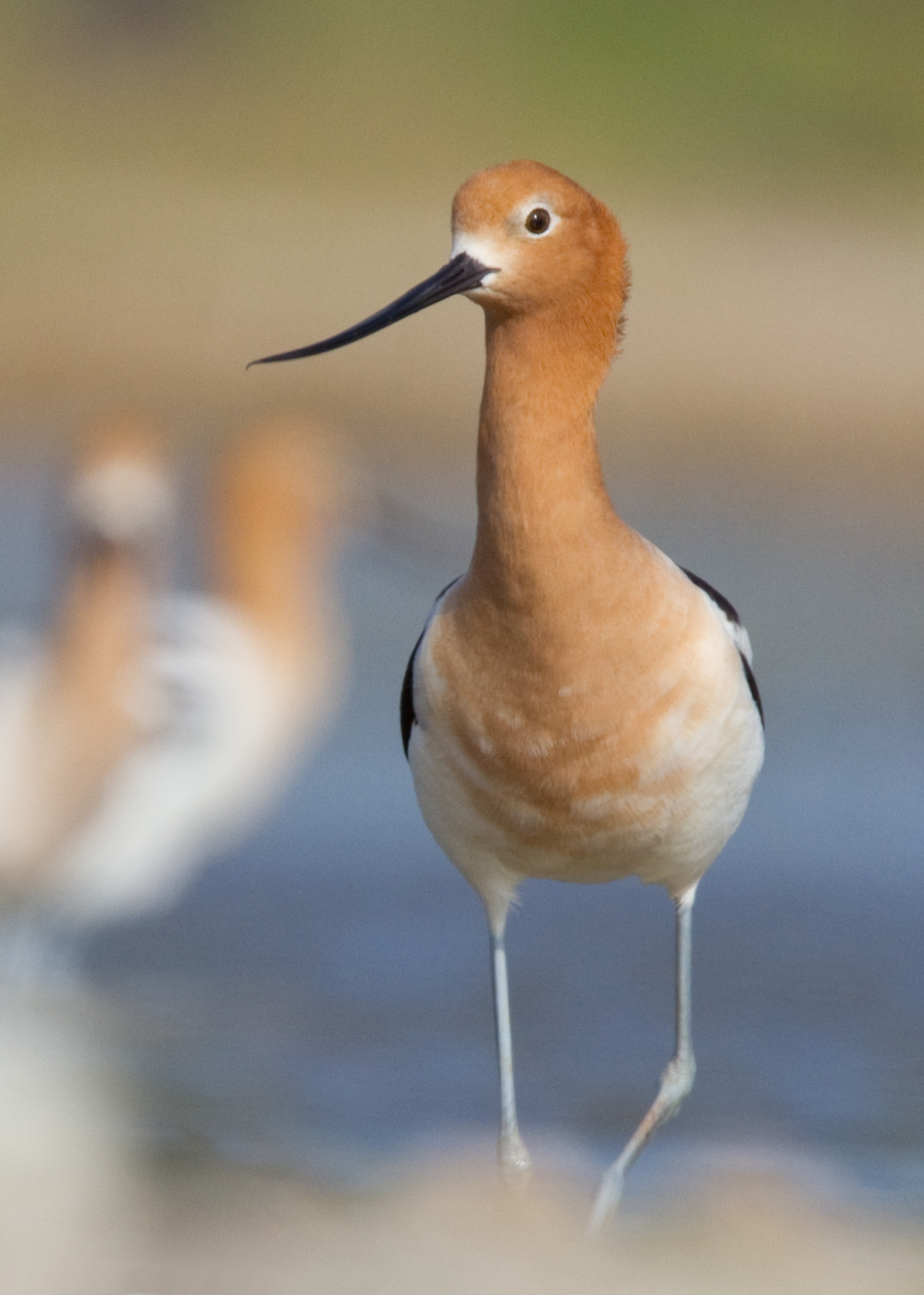
V létě v texaské Quintaně
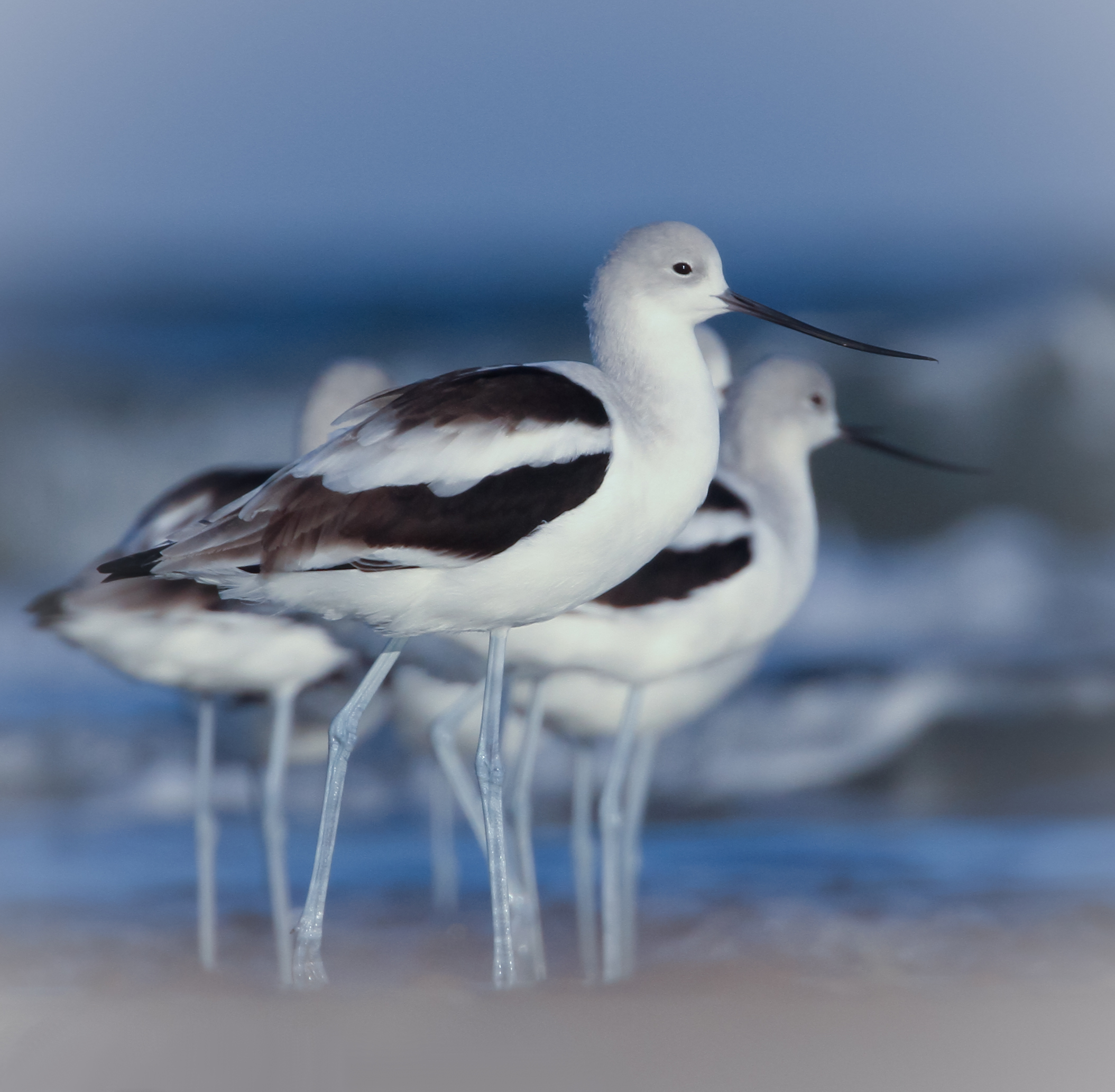
V zimě v texaské Quintaně